# Куйым
Куйым — река на Дальнем Востоке России, протекает по территории Анадырского района Чукотского автономного округа.
Длина реки — 49 км.
Название в переводе с чукот. Куем — «морской залив».
Русло реки сильно петляет, протекая по сильно заболоченной местности в окружении множества мелких озёр. Впадает Хатырку слева. Устье сильно расширяется, здесь под действием приливов Берингова моря течение реки меняется на противоположное.
Крупный приток — Анольатынвээм.